# Jennifer Rodríguez
Jenifer Rodríguez Di Nisio (Caracas, Venezuela 11 de junio de 1979) es una actriz y modelo que alcanzó reconocimiento público por haber participado en diversas telenovelas entre los 90 y los años 2000, actualmente esta retirada de la vida artística y dedicada a la pedagogía y la crianza de su hija.

## Inicios
Es hija de la también actriz Aura Elena Di Nisio, se inició en la televisión a los 5 años, fungió como integrante del grupo de baile Los Mini Pop, que hacia presentaciones en Súper Sábado Sensacional  en los años 80’s.
Debuta en la actuación a sus 11 años de edad en la telenovela Inés Duarte, secretaria de Venevisión.

## Formación Académica
Se graduó en la Universidad Central de Venezuela de Licenciada en Educación. Actualmente maneja un canal de YouTube en donde crea contenido sobre educación infantil, Tips para padres y life style,

## Trayectoria

### Novelas
| Año       | Título                  | Personaje                          | Canal      |
| --------- | ----------------------- | ---------------------------------- | ---------- |
| 2001-2002 | A calzón quitao         | Cira Montoya                       | RCTV       |
| 2000-2001 | Angelica Pecado         | Dra. Monica Angulo (Participación) | RCTV       |
| 2000      | Hay amores que matan    | Lucía Castro-León                  | RCTV       |
| 1998      | Reina de Corazonea      | Julieta Carolina                   | RCTV       |
| 1996-1997 | Sol de tentación        | Alina Santalucía Irazábal          | Venevisión |
| 1995      | Dulce enemiga           | Lucía Andueza                      | Venevisión |
| 1994      | Peligrosa               | Bettina Villegas                   | Venevisión |
| 1993      | Amor de papel           | Teresita                           | Venevisión |
| 1991      | Bellísima               | María Fernanda                     | Venevisión |
| 1990      | Inés Duarte, secretaria | Diana                              | Venevisión |

### Películas
- 1988/ Inocencia mortal[1]
- 2003/Los fantasmas de California (Video documental)

### Doblaje
| Año  | personaje    | Serie                | Canal       |
| ---- | ------------ | -------------------- | ----------- |
| 2001 | Young Abuela | Dora, La exploradora | Nickelodeon |